# Jasmijn Resink
Jasmijn Resink (4 december 2001) is een voetbalspeelster uit Nederland. Ze speelt als doelvrouw voor sc Heerenveen in de Vrouwen Eredivisie.

## Clubcarrière
In mei 2021 kwam ze over vanaf SC Telstar dat in de beloften-competitie uitkomt. Op 27 augustus 2021 maakte ze haar debuut in de Vrouwen Eredivisie. Sinds juni 2022 komt Resink uit voor sc Heerenveen. Resink verlengde in juni 2025 haar contract. In het seizoen 2024/25 miste ze geen wedstrijd. In juli 2025 verlengde ze opnieuw haar contract, waardoor ze nog tot medio 2026 vastligt in Friesland.

## Statistieken
| Seizoen | Club          | Land      | Competitie         | Wedstrijden | Doelpunten |
| ------- | ------------- | --------- | ------------------ | ----------- | ---------- |
| 2021/22 | Excelsior     | Nederland | Vrouwen Eredivisie | 9           | –          |
| 2022/23 | sc Heerenveen | Nederland | Vrouwen Eredivisie | 20          | –          |
| 2023/24 | sc Heerenveen | Nederland | Vrouwen Eredivisie | 22          | –          |
| 2024/25 | sc Heerenveen | Nederland | Vrouwen Eredivisie | 22          | –          |
| Totaal  | Totaal        | Totaal    | Totaal             | 73          | --         |

Laatste update: 4 juli 2025